# Heresis
Heresis (Revue Semestrielle d'Hérésiologie Médiévale) es una revista de historia francesa de publicación semestral dedicada al estudio científico y la divulgación de las disidencias religiosas dentro del contexto del mundo cristiano medieval. 
La publicación está reconocida por el CNRS (Centre national de la recherche scientifique) y recibe ayudas del Consejo General del departamento del Aude, la ciudad de Carcasona, el Centre National du Livre, el Centro Régional des Lettres y el propio Estado francés.
Inicialmente fue una revista dedicada a la investigación de los cátaros del Languedoc; progresivamente fue ampliando sus estudios a otros fenómenos de herejía europeos. Cuenta con un comité de lectura, edición de textos e investigación en el que participan diversos organismos y universidades francesas y corresponsales internacionales en diversos países como Alemania, España, Estados Unidos o Australia.  
Fundada por Anne Brenon en 1983, ha contado y cuenta con la redacción de reconocidos historiadores como Michel Roquebert, Robert Muro Abad de la Universidad del País Vasco o Paul Plouvier de la Universidad de Montpellier.